# Maciej Szmatiuk
Maciej Szmatiuk (ur. 9 maja 1980 w Gliwicach) – polski piłkarz, grający na pozycji obrońcy. W swojej karierze rozegrał 165 meczów w Ekstraklasie i strzelił w niej 9 goli.